# Bandvagn 206
Il Bandvagn 206 (Bv 206) è un veicolo cingolato bimodulare per tutti i terreni, sviluppato dalla Hägglunds (ora parte della BAE Land System) in collaborazione con l'esercito svedese. Come il suo predecessore (il Bv-202) è composto di due unità articolate, con trazione su tutti e quattro i cingoli, una motrice e un vano di carico al traino. Nella versione standard può trasportare fino a 17 uomini, anche se l'unità posteriore può essere adattata alle applicazioni più varie.
IL Bv-206 è un veicolo da neve standard a livello mondiale, molto capace e versatile, persino anfibio nelle versioni non dotate di protezione balistica

## Sviluppo
Nel 1974 la Hägglunds iniziò lo sviluppo di un nuovo mezzo da neve, su richiesta dell'esercito svedese, che era interessato a sostituire i Bv-202, che, malgrado le buone qualità, erano un po' angusti e scomodi.
Nel 1979 furono fatti gli ordinativi per i primi lotti e i mezzi iniziarono a uscire dalle linee di montaggio nel 1981.

## Tecnica
Il nuovo veicolo è concepito sull'esempio del precedente, che consisteva in un veicolo anteriore, con motore, e un abitacolo posteriore su 2 file di sedili per ospitare un maggior numero di persone. Lo scafo posteriore è dedicato al trasporto, con una capacità di 1400 kg, che si aggiungono ai 600 della motrice. Anziché la copertura in tela del predecessore i BV 206 ha una cabina chiusa per ambo i moduli, ma di plastica rinforzata con fibra di vetro.
I cingoli in gomma sono adatti anche per il movimento in acqua. La potenza del motore era però superiore di un solo cavallo rispetto al Bv-202, e curiosamente è stato scelto un motore americano. Per migliorare la motricità, la potenza è trasmessa anche al rimorchio, come forse non accadeva al precedente.
Il sistema di sterzo consiste nei pistoni oleodinamici affiancati allo snodo e al cardano di trasmissione tra i due moduli. Il pistone che viene a trovarsi veso l'esterno della curva si allunga e quello verso l'interno s'accorcia determinando tra i due moduli l'angolazione ottimale per seguire la curva del tracciato o del percorso deciso dal conduttore.
Concepito soprattutto per l'uso su terreni innevati, la motricità e il motore potente fanno sì che il Bv206 possa affrontare una vasta gamma di terreni difficili. Il Bv206 può anche essere dotato di guarnizioni a tenuta stagna sia per i guadi (sino ad 1 metro nelle versioni con blindatura e preparazione), sia per conferirgli vere doti anfibie nelle versioni più leggere, e in tal caso la propulsione sull'acqua è data comunque dai cingoli, però con una velocità massima di 4,7 km/h.
La capienza totale del carico è di 2.250 chilogrammi, inoltre può trainare un ulteriore rimorchio di peso lordo fino a 2.500 chilogrammi (ad esempio un obice da 105/14 montato su pattini da neve carenati).
Viene normalmente utilizzato anche per lo Skijöring, ovvero il traino di persone su sci, mediante una o più corde attaccate all'unità posteriore. Questa procedura rientra tra le modalità di spostamento truppe su neve.

## Versioni

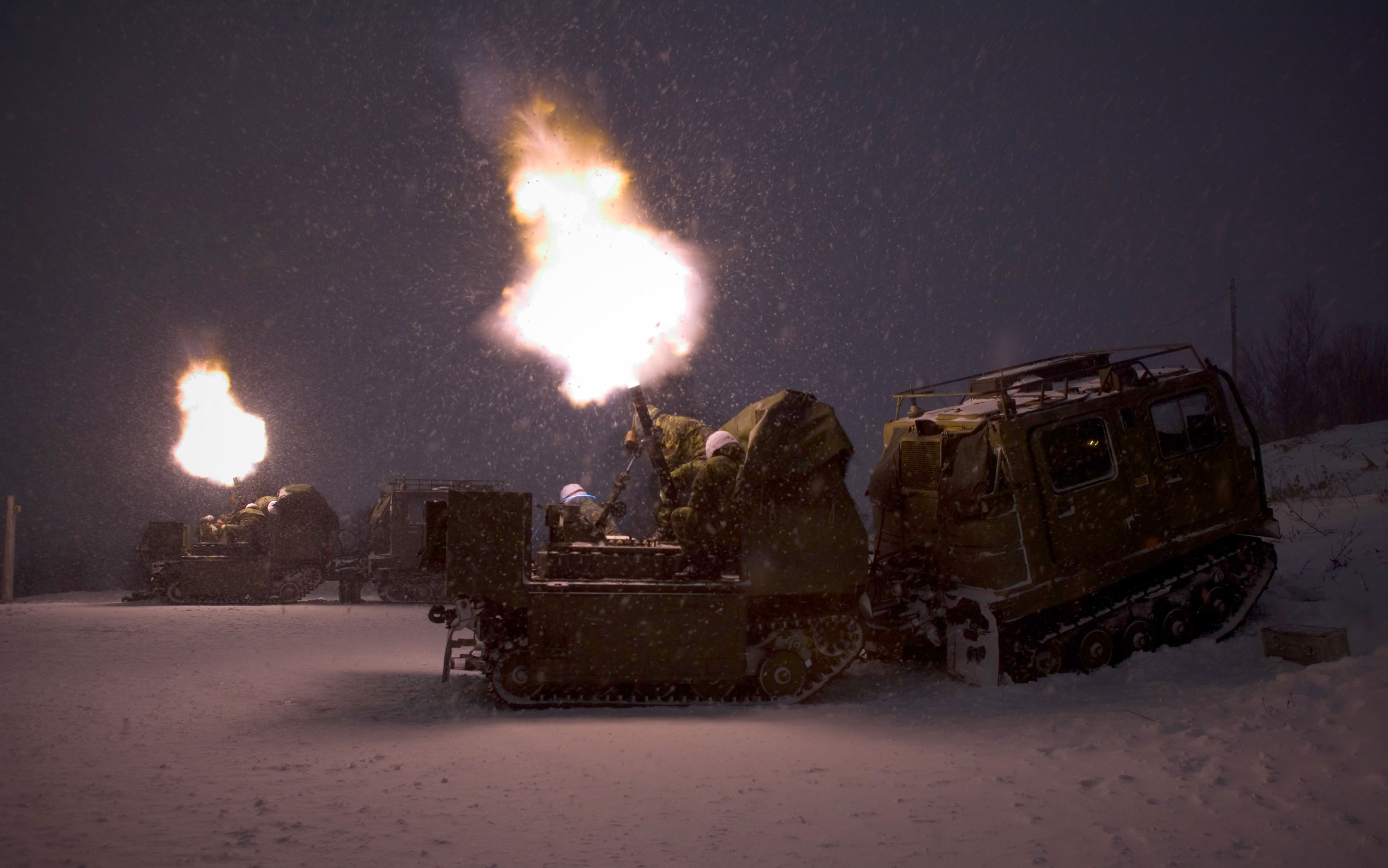
BS206 del Royal Marines, che era dotata di un mortaio nel veicolo posteriore.

Tra le versioni ve ne sono alcune armate, come i mezzi muniti di cannone Bofors senza rinculo da 90mm, missili TOW, lanciamissili RBS-70, tutti sistemati sulla motrice, con un abitacolo aperto, dotato di barre di sostegno abbassabili. Esistono anche versioni con radar di sorveglianza, come il Giraffe.

## Produzione
Il mezzo è stato ordinato dal solo esercito svedese in circa 4.000 esemplari, ma sono giunti ordini praticamente da tutto il mondo. Ne è stata prodotta anche la versione blindata BV-206S, con scocca leggermente protetta, nonostante la difficoltà di coniugare esigenze tanto diverse. Tuttavia l'esercito svedese per gli impieghi protetti ha preferito adottare MT-LB di seconda mano dell'arsenale dell'ex-DDR.
Oltre 11.000 esemplari sono stati prodotti e sono usati in più di 37 paesi in tutto il mondo, tra cui Regno Unito, Stati Uniti, Finlandia, Norvegia, Canada e Italia.
Il Bv 206 è indicato presso le truppe statunitensi come Small Unit Support Vehicle (SUSV letto "susvee").
I dati della sua affidabilità, almeno per quanto riguarda l'Esercito italiano, si attestano sul 29% di disponibilità media

## Galleria d'immagini

Schema costitutivo del Bandvagn 206
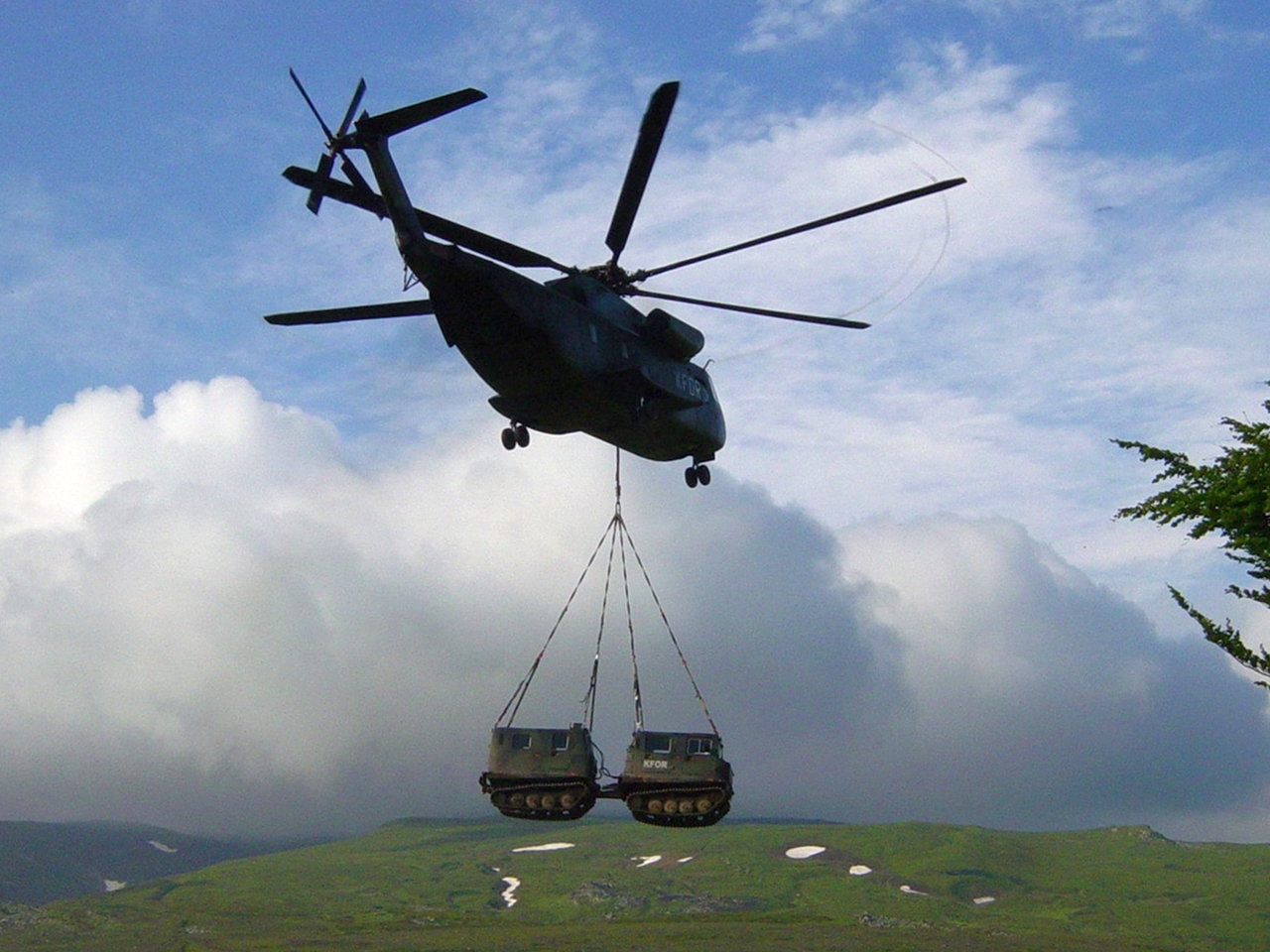
Bv206D agganciato da un elicottero CH-53G tedesco
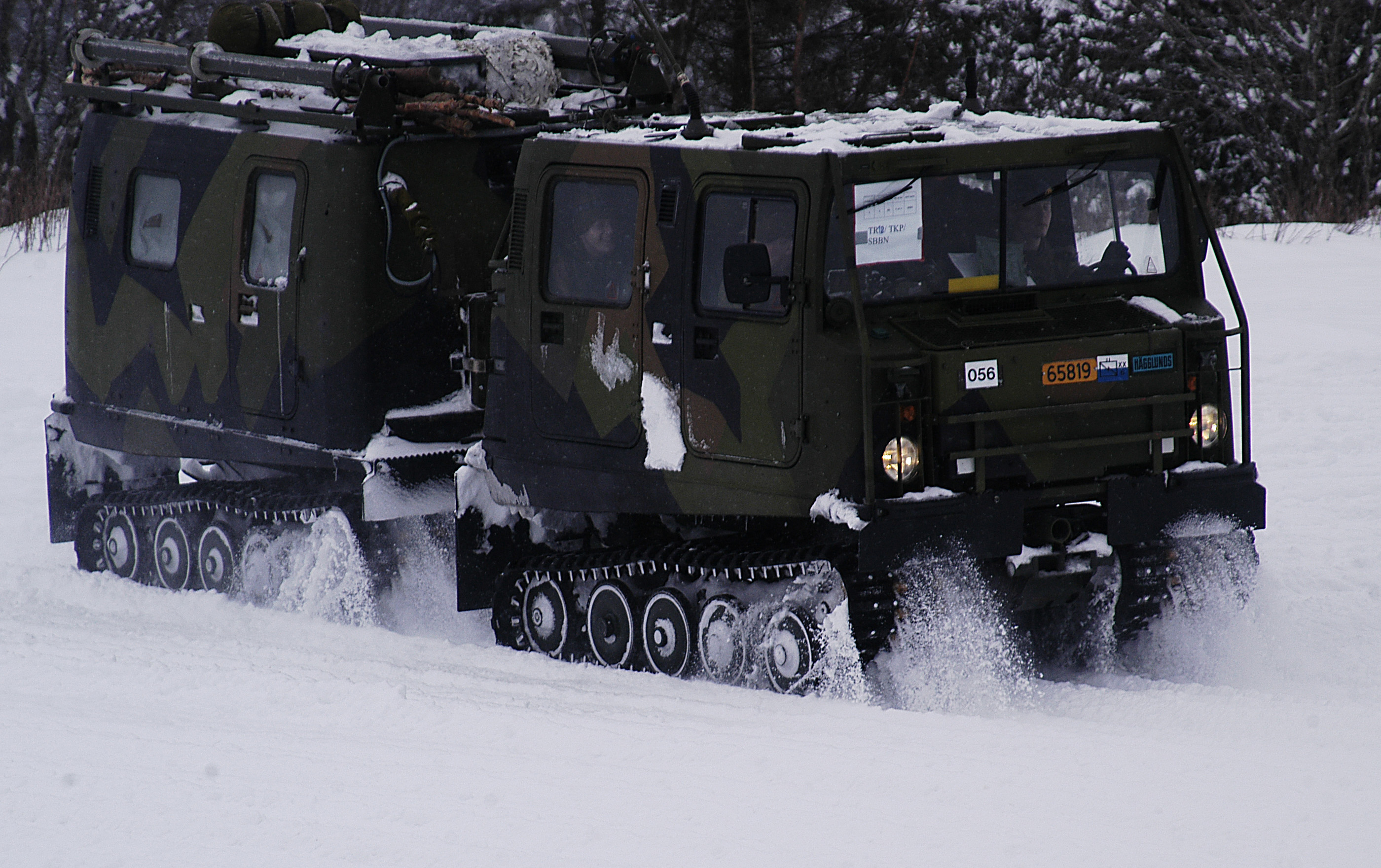
BV-206 utilizzato dalle truppe norvegesi
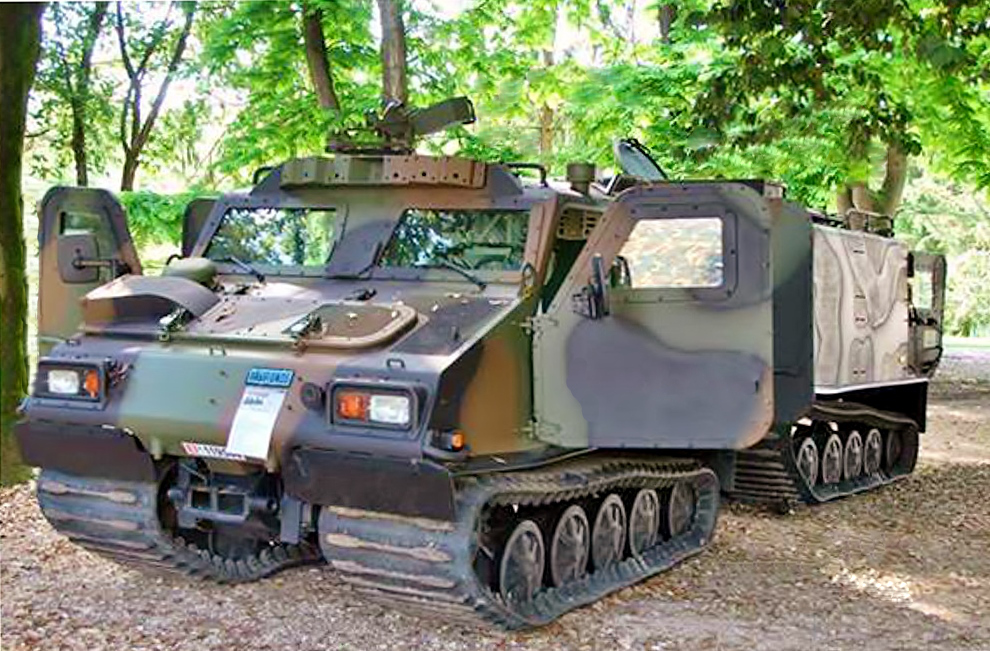
Esempio di BW206s